# Conagra Brands
Conagra Brands, Inc. (NYSE: CAG) es una empresa de alimentos estadounidense con sede en Chicago, Illinois.

## Productos

### Marcas emblemáticas
- Act II
- Andy Capp's
- Banquet
- Blue Bonnet
- Chef Boyardee
- Crunch 'n Munch
- David Sunflower Seeds
- Egg Beaters
- Fiddle Faddle
- Gulden's
- Healthy Choice
- Hebrew National
- Hunt's
- Hunt's Snack Pack
- Jiffy Pop
- Kid Cuisine
- La Choy
- Libby's
- Luck's
- Manwich
- Marie Callender's
- Orville Redenbacher's
- PAM
- Parkay
- Peter Pan
- Poppycock
- Reddi-wip
- Ro*tel
- Slim Jim
- Swiss Miss
- Van Camp's
- Wesson
- Wolf Brand Chili